# Studenec (Berg)
Studenec (deutsch Kaltenberg) ist ein markanter Berg im Lausitzer Gebirge in Tschechien.

## Entstehung des Namens
Seinen ursprünglich deutschen Namen Kaltenberg erhielt er von einem außergewöhnlich kalten Quell am Nordosthang. Die tschechische Bezeichnung Studenec bedeutet wörtlich übersetzt Brunn oder Brunnen.

## Lage und Umgebung
Der Studenec befindet sich etwa vier Kilometer nordöstlich von Česká Kamenice (Böhmisch Kamnitz) im Übergangsbereich zwischen Lausitzer Gebirge und Böhmischer Schweiz. Er ist die am weitesten westlich gelegene Erhebung der Sudeten, die die Marke von 700 Höhenmetern übersteigt. Diese Marke wird weiter westlich erst wieder vom 25 Kilometer entfernten Děčínský Sněžník übertroffen, dem höchsten Berg des Elbsandsteingebirges. Direkt am Fuß des Berges befinden sich die kleinen Dörfer Líska (Hasel), Lipnice (Limpach) und Studený (Kaltenbach). Benachbarte Berge sind der Zlatý vrch (Goldberg) und der Chřibský vrch (Himpelberg).

## Geologie
Der Gipfel des Studenec besteht aus einem tertiären Basalt. Am Fuß des Berges finden sich kreidezeitliche Sandsteine, wie sie vor allem für das benachbarte Elbsandsteingebirge charakteristisch sind.
Als Besonderheit finden sich am östlichen Bergabhang rundliche Basaltfelsen, sogenannte Vulkanische Bomben.

## Geschichte
Im 19. Jahrhundert diente der markante Gipfel mit seinem weiten Rundblick den Geodäten und Kartografen zur Landesaufnahme Böhmens. Daran erinnert ein Gedenkstein mit der Inschrift MONUMENTUM ASTRONOMICO-GEOMETRICUM auf dem Gipfel.
Das Gebiet um den Kaltenberg befand sich im Besitz der Fürsten von Kinsky. Fürst Ferdinand ließ 1854 auf dem Kaltenberg ein hölzernes Aussichtsgerüst erbauen, welches der Überlieferung nach der zweitälteste Aussichtsturm in Böhmen gewesen sein soll. Das wird aber heute angezweifelt. Wegen Baufälligkeit musste das Gerüst 1865 abgerissen werden. An gleicher Stelle entstand auf Anregung des Gebirgsvereins für die Böhmische Schweiz ein neuer Aussichtsturm, der am 18. Juli 1888 eingeweiht wurde. Diesmal hatte man sich für eine Eisenkonstruktion entschieden, die durch den Maschinenbaubetrieb Prag ausgeführt wurde. Mit Sockel war der Turm 17 Meter hoch und bot auf der oberen Aussichtsplattform, zu der 92 Treppenstufen führten, 25 Personen Platz.
Da im ersten Jahr des Bestehens des neuen Turmes mehr als 5.000 Menschen den Kaltenberg besuchten, ließ Fürst von Kinsky auf dem Gipfel ein hölzernes Unterkunftshaus errichten, in dem die Besucher im Sommer versorgt wurden und gegebenenfalls übernachten konnten.
Nach dem Zweiten Weltkrieg verfielen Turm und Kinsky-Baude. Letztere brannte in den 1950er Jahren ab. Der Turm blieb schutzlos allen Witterungsunbilden ausgesetzt, so dass zahlreiche Treppenstufen und die Aussichtsplattform fast völlig herausgebrochen waren.
Erst in den 1990er Jahren gab es erste Bestrebungen, den Turm instand zu setzen. Dem Klub Tschechischer Touristen (KČT) als damaligen Eigentümer gelang es jedoch nicht, die nötigen finanziellen Mittel für eine Erneuerung aufzutreiben. Angesichts der einmaligen Konstruktion gelang es dem KČT zumindest, den Turm am 21. März 1997 unter Denkmalschutz stellen zu lassen.
Im Oktober 2007 wurde der Turm in drei Teile zerlegt und mit einem Hubschrauber geborgen. Auf einem Bauernhof in Lipnice wurden die Konstruktion mithilfe staatlicher Fördermittel und privater Spendengelder instand gesetzt. Der erneuerte Turm wurde am 14. März 2009 wieder auf den Studenec gebracht. Die Eröffnung fand am 21. Juni 2009 statt. Für eine Besteigung eignet sich besonders die laubfreie Jahreszeit, da der Turm nicht alle Bäume überragt.

## Naturschutz
Seit 1930 erstmals und seit 1965 nach erneuter Ausweisung steht der gesamte Bereich von 113 ha um den Kaltenberg als Naturreservat Studený vrch unter Schutz.
Rings um den Berg haben sich naturnahe Wälder erhalten, so vor allem Buchenwälder mit charakteristischen Pflanzenarten wie Waldmeister (Galium odoratum), Einblütiges Perlgras, Berg-Ehrenpreis (Veronica montana), Ausdauerndes Bingelkraut, Weiße Zahnwurz, Zwiebel-Zahnwurz (Cardamine bulbífera), Ausdauerndes Silberblatt (Lunaria rediviva) und Fingerkraut.
An den Hängen befinden sich einige Blockfelder, auf denen man gelegentlich Gämsen beobachten kann, die hier 1907 ausgesetzt worden sind.

## Bilder

Impressionen
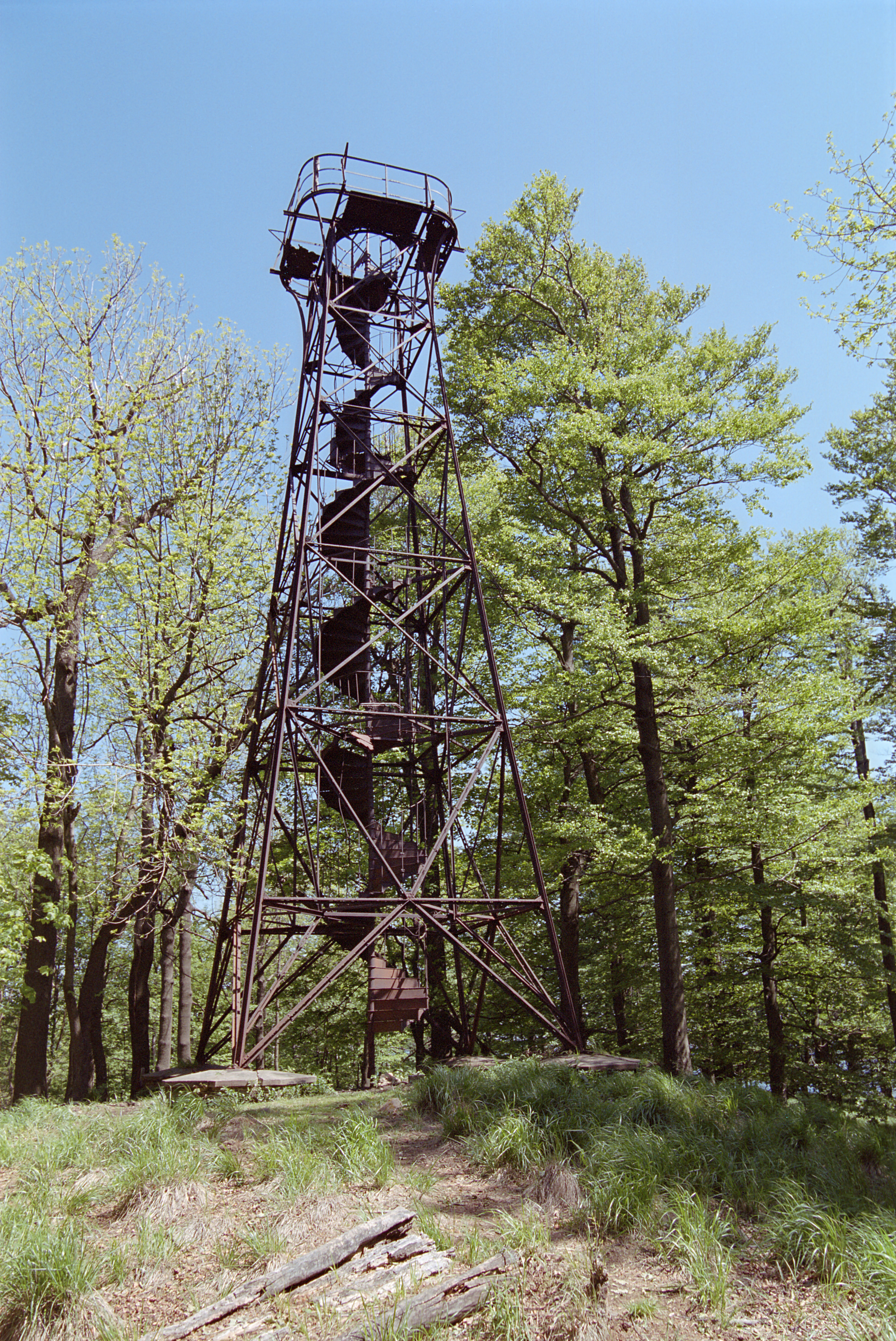
Alter Aussichtsturm bis 2008
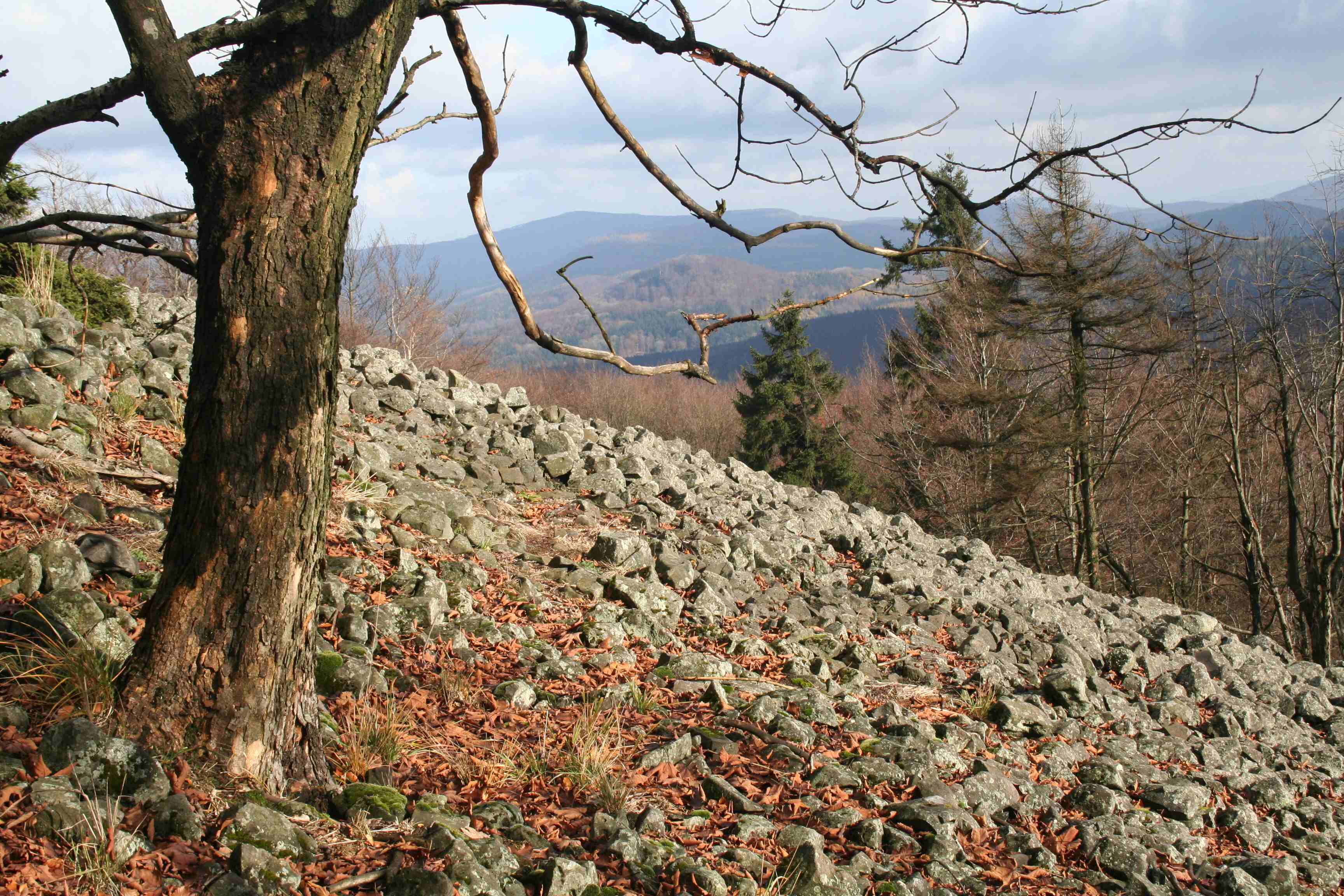
Basaltblockhalde
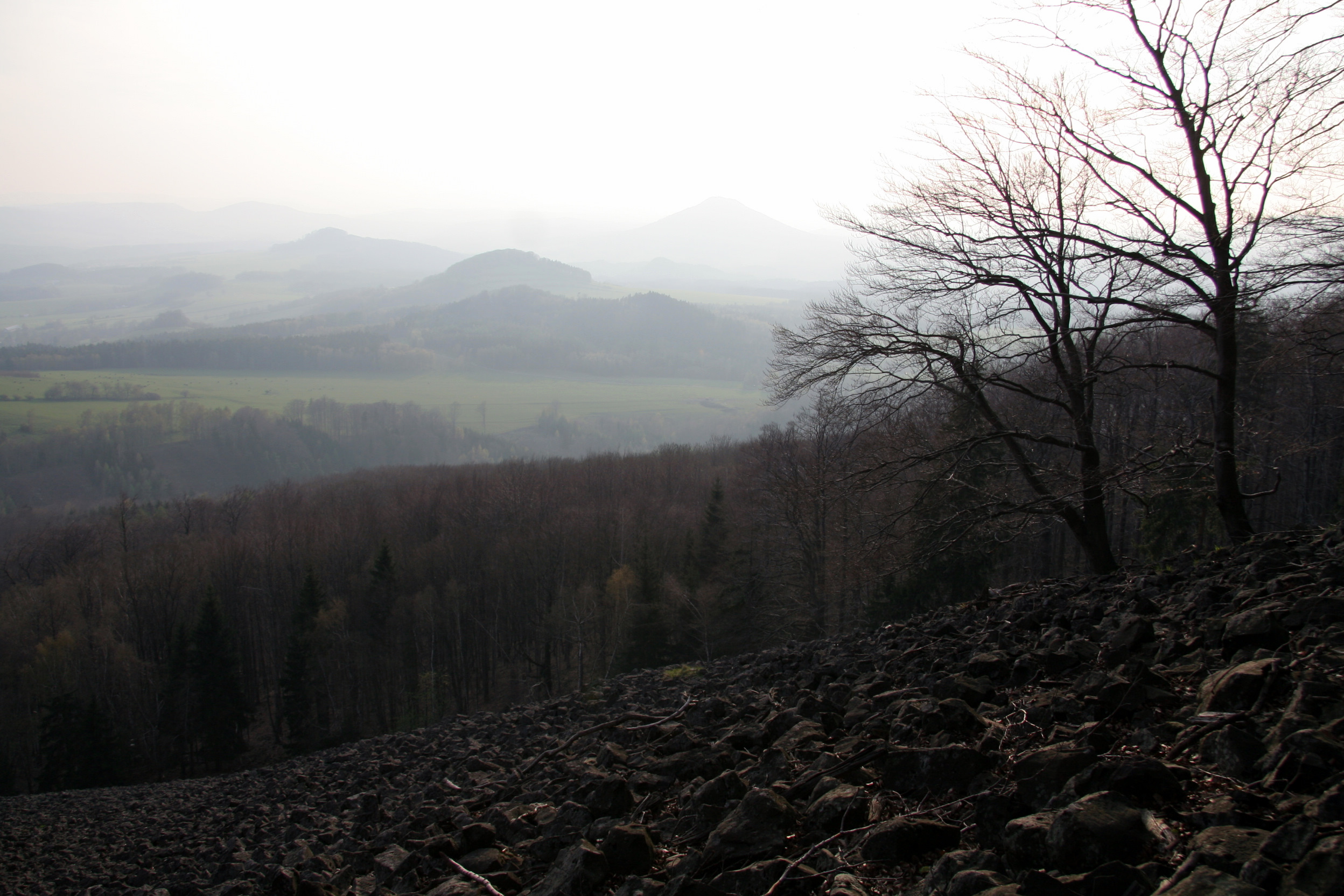
Abendstimmung
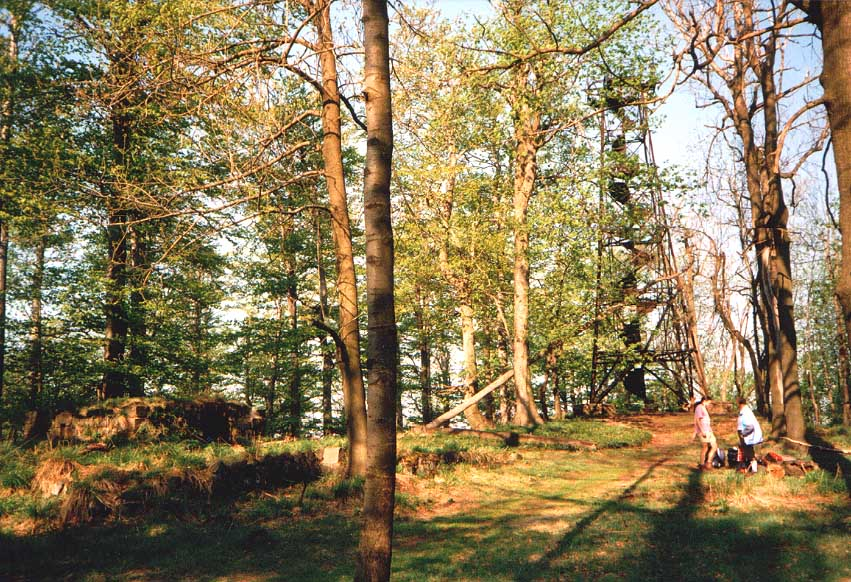
Gipfelplateau im Jahr 2000
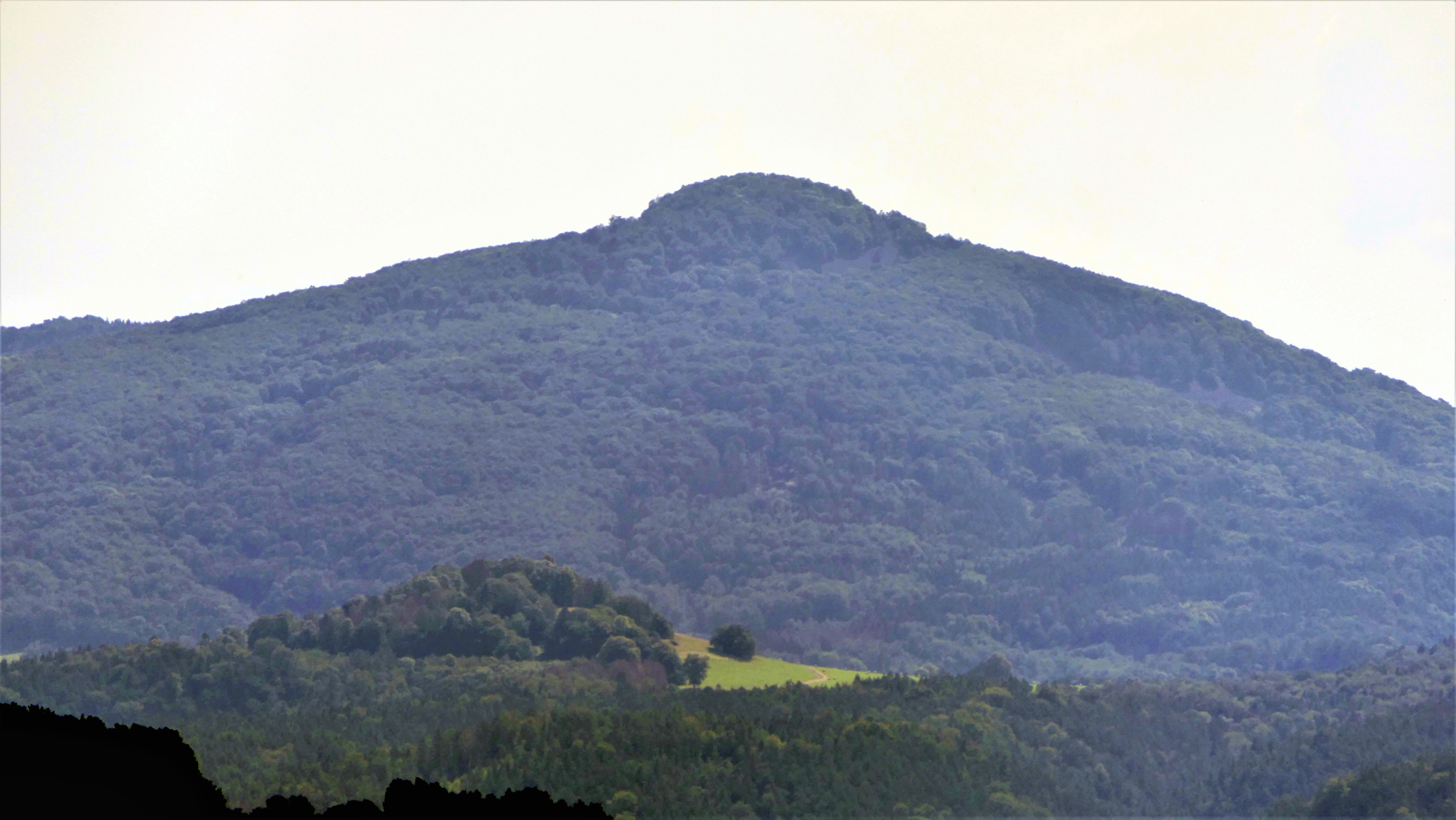
Blick von Janov auf den Kaltenberg